# 孤山镇 (海城市)
孤山镇，是中华人民共和国辽宁省鞍山市海城市下辖的一个乡镇级行政单位。

## 行政区划
孤山镇下辖以下地区：
孤山子社区、秦家堡村、东腰屯村、西羊峪村、蟒沟村、松坨子村、瓦子沟村、叶家崴子村、拉木房村、黑金寨村、西腰屯村和鳌头堡村。